# Baru
Baru là một xã thuộc hạt Hunedoara, România. Dân số thời điểm năm 2002 là 3058 người.